# Heinrich Gyula
Heinrich Gyula (Arad, 1930. május 11.) magyar villamosmérnök, tudományos szakíró.

## Életpályája
Középiskolát az aradi Magyar Vegyes Líceumban végzett (1949), Temesvárt szerzett villamosmérnöki oklevelet (1954) s doktori címet a transzformátorok termikus öregedésének számításáról szóló dolgozatával. Pályáját a Traian Vuia Politechnikai Intézetben kezdte, 1969-től előadótanár, 1972 óta professzor.
Kutatási témái: a hegesztésre szolgáló forgógép szimmetrizálása, mechanikus váltóáram–egyenáram konverter, villamosművek és állomások biztonságos működése, az ipari vállalatok villamosenergia-szükségletének tökéletesítése. Tanulmányait, tankönyveit, egyetemi jegyzeteit egyedül és munkatársaival román nyelven írta, ezek közül kiemelkedik: Partea electrică a centralelor și stațiilor electrice I–II (Tv. 1978). Ismeretterjesztő írásait magyar nyelven a Szabad Szó közli.